# 벌러토널마디구

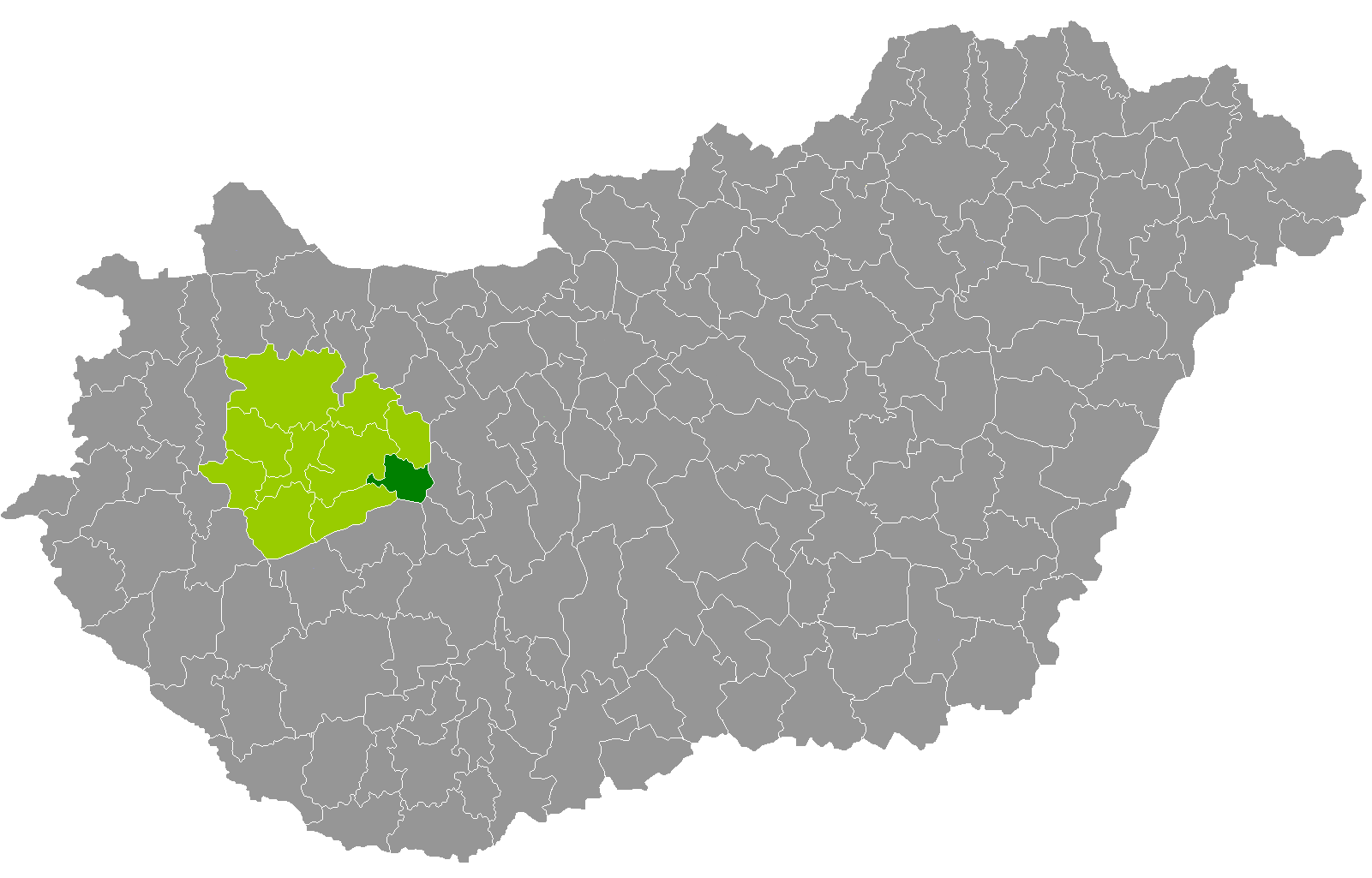
베스프렘주 지도에 표시된 벌러토널마디구의 위치

벌러토널마디구(헝가리어: Balatonalmádi járás)는 헝가리 베스프렘주에 위치한 구로 구청 소재지는 벌러토널마디이며 면적은 239.75km2, 인구는 24,330명(2011년 기준), 인구 밀도는 101명/km2이다.
북쪽으로는 바르펄로터구, 동쪽으로는 페예르주 세케슈페헤르바르구, 남쪽으로는 페예르주 에닌그구, 쇼모지주 시오포크구, 서쪽으로는 벌러톤퓌레드구, 베스프렘구와 접한다. 11개 지방 자치체(3개 시, 8개 마을)를 관할한다.

구 문장